# Annemarie Selinko
Annemarie Selinko, född 1 september 1914 i Wien, död 28 juli 1986 i Köpenhamn, var en österrikisk-dansk författare, främst känd för sin historiska roman Désirée om Désirée Clary som blev den svenska drottningen Desideria.
Selinko föddes i en judisk familj, som senare konverterade till kristendomen. Hon studerade historia och språk vid Wiens universitet och arbetade samtidigt som journalist. År 1937 utkom hennes första roman Ich war ein hässliches Mädchen. Efter giftermål med den danske diplomaten Erling Kristiansen flyttade Selinko med honom till Danmark. Under den tyska ockupationen av Danmark bodde makarna i Sverige, där Selinko arbetade för nyhetsagenturer och Röda Korset. Selinkos mor och syster dog i tyska koncentrationsläger.
Désirée utkom 1951 och blev en stor framgång. Den översattes till 25 språk och filmatiserades med Jean Simmons i huvudrollen och Marlon Brando som Napoleon.

## Verk utgivna på svenska
- Imorgon blir det bättre, 1939 (Morgen ist alles besser)
- I dag gifter sig min man, 1944 (Heut heiratet mein Mann)
- Désirée: en drottnings roman, 1952